# Metacatharsius zuluanus
Metacatharsius zuluanus là một loài bọ cánh cứng trong họ Bọ hung (Scarabaeidae).